# فلز بومی

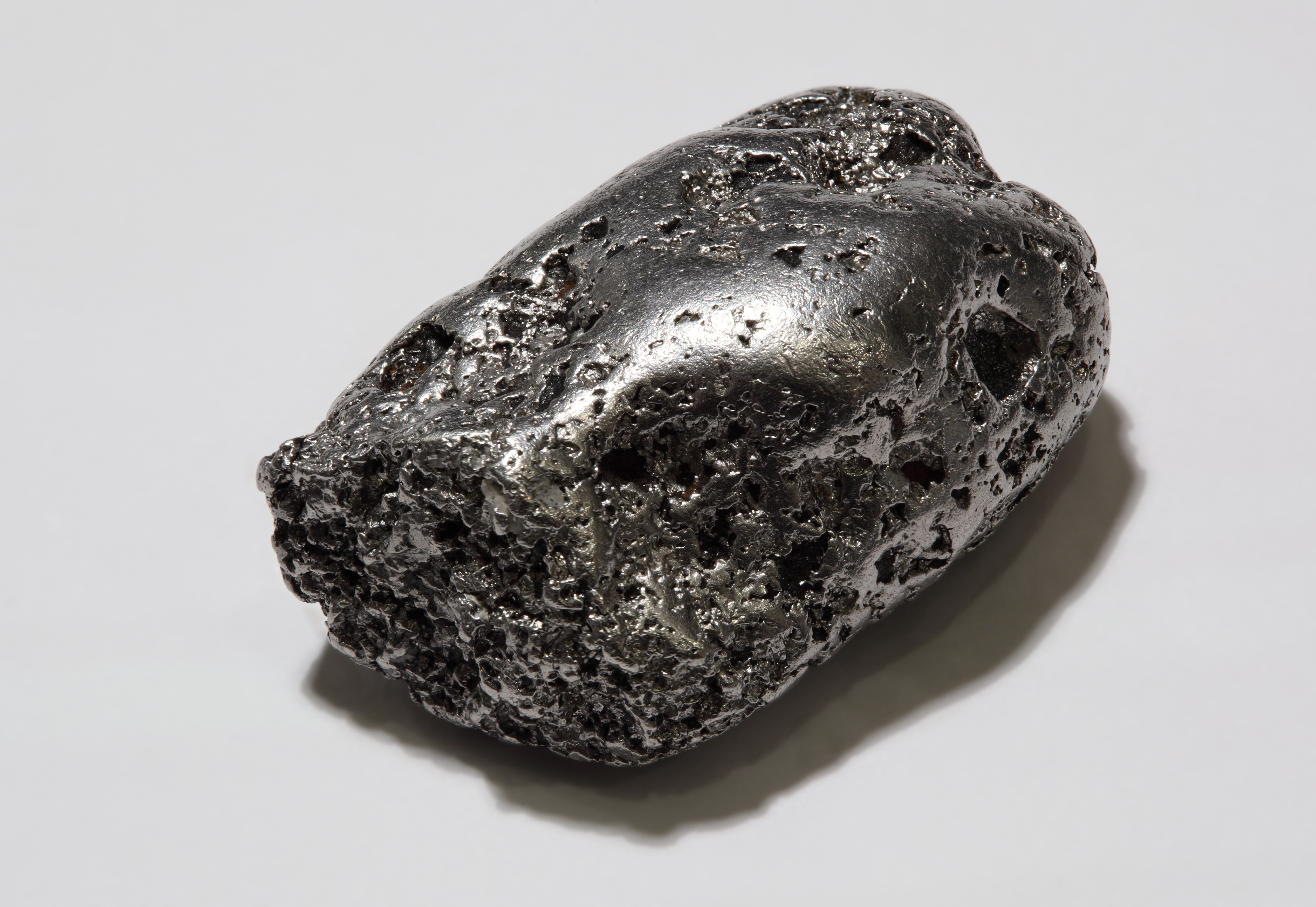
معدن کوندیور ناحیه خاباروفسک: تکه‌ای فلز بومی پلاتین

فلز بومی (به انگلیسی: native metal) هر فلزی است که به حالت فلزی‌اش، خالص یا یک آلیاژ در طبیعت یافت شود. فلزات بومی که به تنهایی یا به صورت آلیاژ یافت می‌شوند عبارتند از: آلومینیوم، آنتیموان، ارسنیک، بیسموت، کادمیم، کروم، کبالت، ایندیوم، آهن، منگنز، مولیبدن، نیکل، رنیوم، سلنیوم، تانتال، تلوریوم، قلع، تیتانیوم، تنگستن و روی، همچنین دو گروه از فلزات:گروه طلا و گروه پلاتین. گروه طلا شامل طلا، مس، سرب، آلومینیوم، جیوه، و نقره. گروه پلاتین شامل پلاتین، ایریدیم، اسمیم، پالادیم، رودیم، روتنیم. برنج، برنز، مسوار، نقره آلمانی، الکتروم، طلای سفید، و ملغمهٔ نقره-جیوه و طلا-جیوه آلیاژهایی هستند که در طبیعت به حالت بومی یافت می‌شوند.
فقط طلا، نقره، مس، و پلاتین در طبیعت به مقادیر بزرگتر یافت می‌شوند. براساس مقیاس‌های زمانی زمین‌شناسی، فلزات کمی در برابر فرایندهای هوازدگی طبیعی مثل اکسیداسیون قادر به مقاومت هستند واین مطلب نشان می‌دهد چرا به‌طور عمومی فقط فلزات کمتر فعالی مثل طلا و پلاتین که به عنوان فلز بومی یافت می‌شوند. فلزات دیگر به صورت تکه‌های کوچک مجزا در جایی که فرایند شیمیایی طبیعی یک ترکیب معمولی یا سنگ معدن فلزی را کاهش داده و فلز خالص به صورت تکه‌های کوچک یا اجزاء برجا می‌گذارد یافت می‌شوند.
عناصر غیرفلزی که به حالت بومی پیدا می‌شوند شامل کربن، گوگرد، سیلیسیم، یک‌نیمه فلز در موارد نادر به صورت اجزاء کوچک در طلا یافت شده‌است.
تنها دسترسی انسان ماقبل تاریخ به فلز فلزات بومی بود، چون که تصور می‌شود فرایند استخراج فلزات از سنگ معدن‌شان، ذوب آنها، حدود ۶۵۰۰ سال قبل از میلاد کشف شده‌است. بهر حال، آن‌ها در اندازه‌های نسبتاً کوچک پیدا می‌شدند، بنابراین نمی‌توانستند به صورت گسترده مورد استفاده قرار بگیرند؛ بنابراین در حالیکه مس و آهن قبل از دورهٔ مس‌سنگی وعصر آهن به خوبی شناخته شده بودند، تأثیر زیادی بر زندگی نوع بشر نداشتند تا زمانی که فناوری گداختن آن‌ها از سنگ معدن خود و در نتیجه تولید انبوه آن‌ها آشکار شد.

## رویداد

### طلا

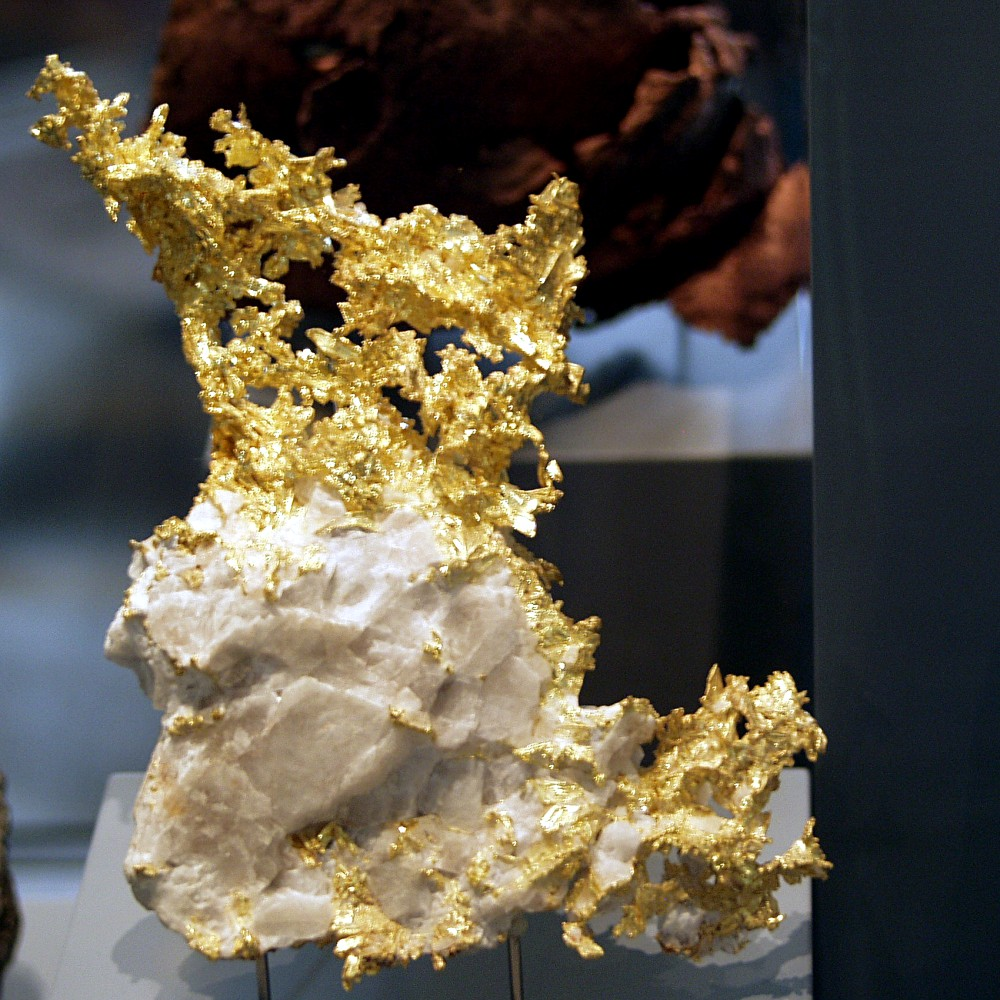
کمی طلای بومی که در سنگ‌فلز کوارتز جاسازی شده‌است.

طلا شناخته‌شده‌ترین فلز بومی است. طلای استخراج شده تقریباً همیشه به شکل قطعات جامد یا رگه‌هایی به تصویر کشیده می‌شوند. در واقع، طلا بیشتر به عنوان طلای بومی استخراج شده و به صورت قطعه، رگه یامفتول‌هایی در یک ماتریس سنگ، یا دانه‌های ریز طلا، مخلوط با رسوبات یا محدود در سنگ یافت می‌شود. تصویر نمادین از استخراج طلا برای بسیاری استخراج از بستر رودخانهٔ آبرفتی، که روش جداسازی تکه‌های طلای خالص از رسوبات رودخانه براساس بالا بودن چگالی آنها، است. طلای بومی از مواد معدنی غالب در کرهٔ زمین است که گاهی‌اوقات به صورت آلیاژ ترکیب شده با نقره یا فلزات دیگر یافت می‌شود. اما مواد معدنی ترکیبات واقعی طلا، به ویژه مشتی سلنیدها یا تلوریدها غیرعادی است.

### نقره

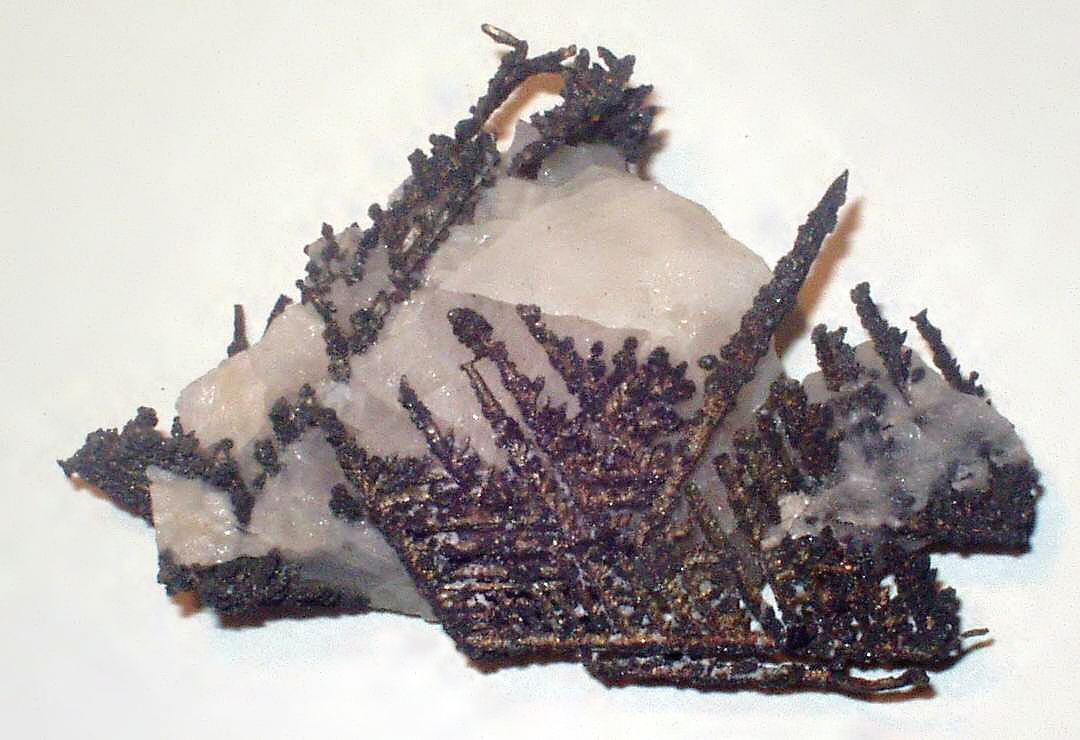
نقره‌ای با ماتریکس کوارتز(۳*۵ سانتیمتر)

### مس

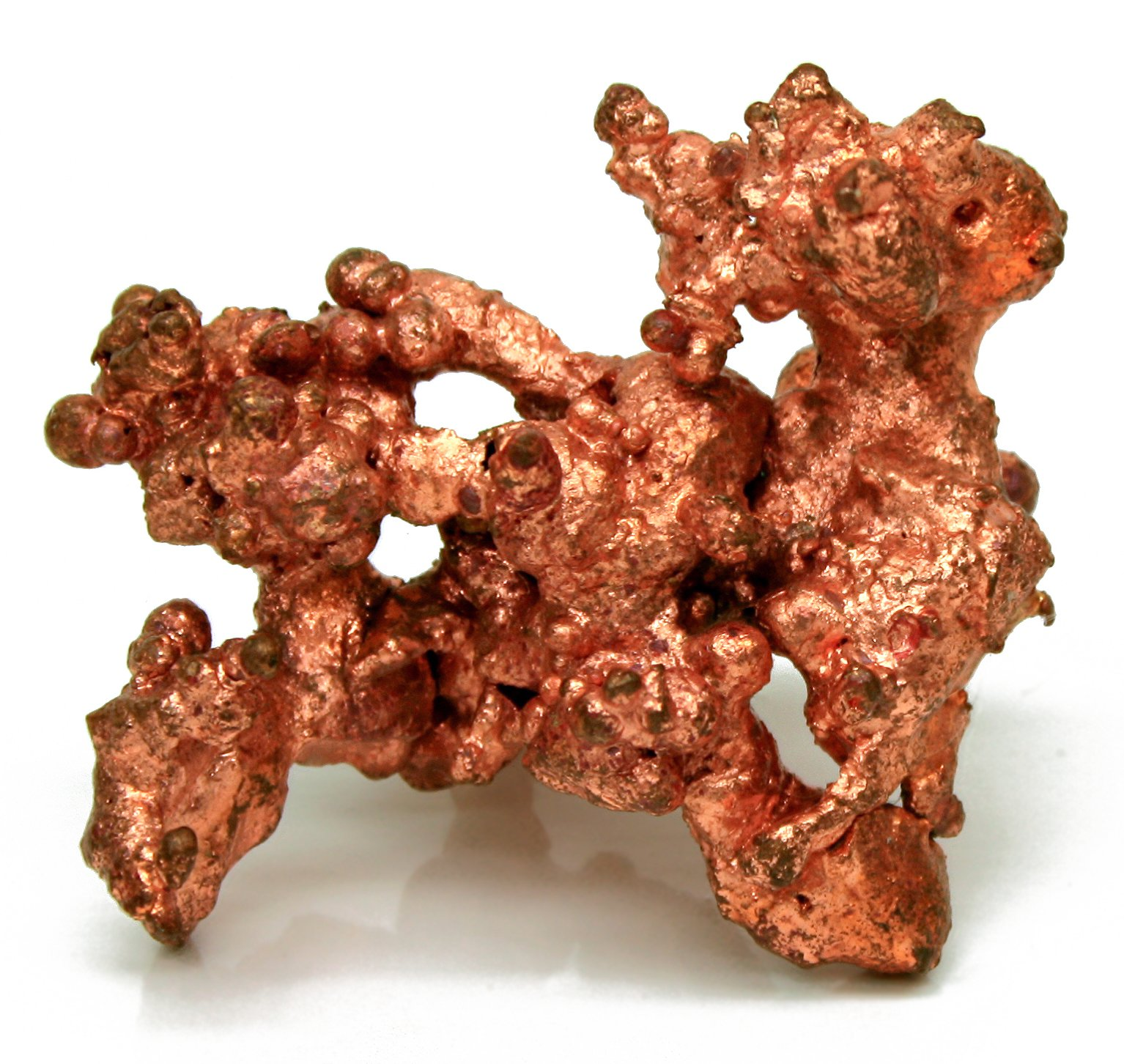
مس بومی

### آهن، نیکل، کبالت

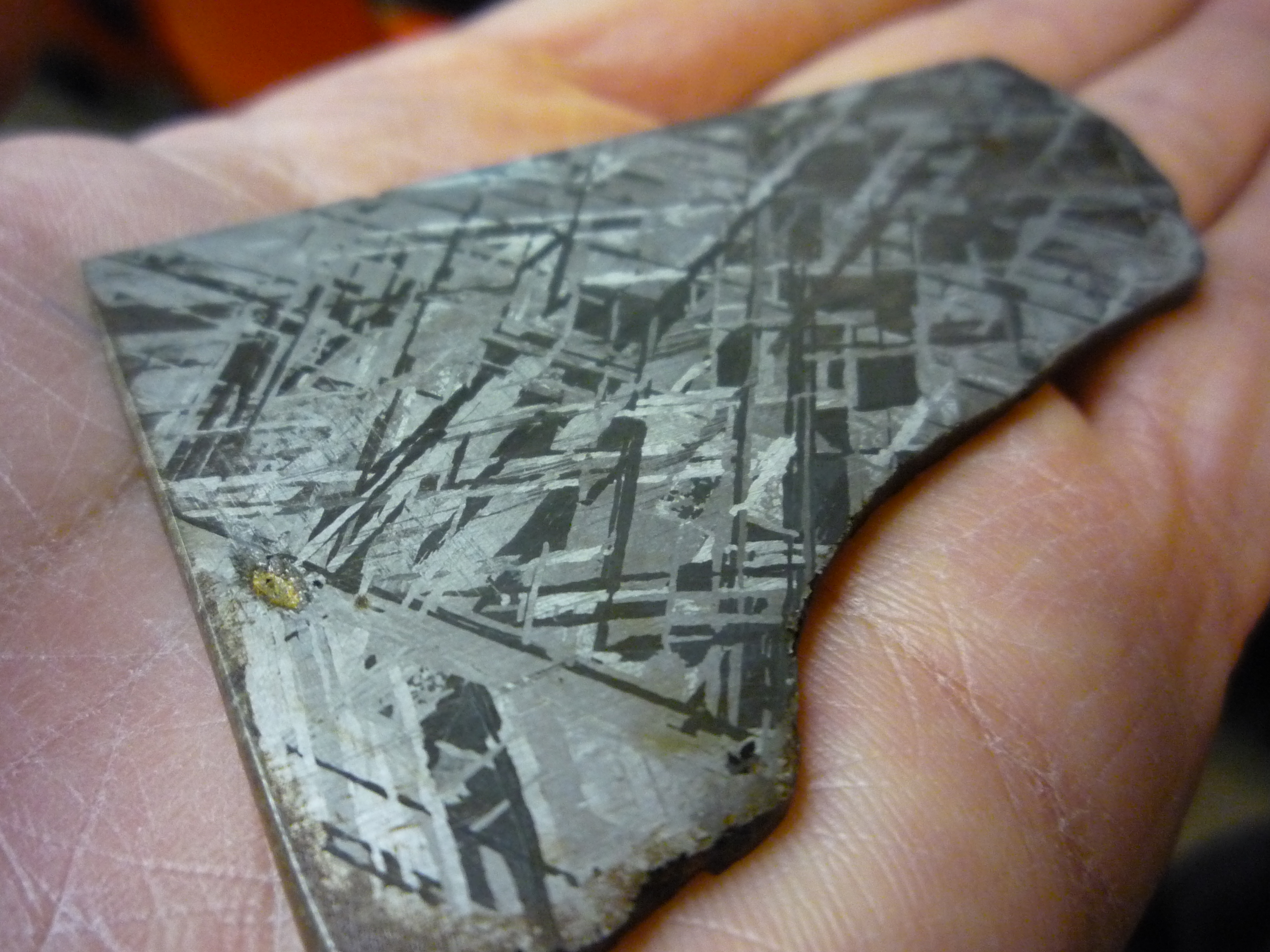
شهاب‌سنگ نیکل آهن